# Wild Prairie Rose
Pour plus de détails, voir Fiche technique et Distribution.
Wild Prairie Rose est un film américain réalisé par Deborah LaVine, sorti en 2016.
Il s'agit du premier long métrage de la réalisatrice.

## Synopsis
En 1952, Rose Miller (Tara Samuel) retrouve sa ville natale, Beresford (Dakota du Sud), pour accompagner sa mère souffrante (Suanne Spoke). En allant faire des commissions, Rose tombe sur un homme malpoli surnommé « l'aumônier » et finit par apprendre qu'il s’agit de James Hansen (Troy Kotsur), un sourd. Ayant une folle envie de faire un film musical pour sa mère, elle se joint au magasin de James pour s'acheter un caméra…

## Fiche technique
Sauf indication contraire, les informations mentionnées dans cette section peuvent être confirmées par la base de données cinématographiques IMDb,  présente dans la section « Liens externes ».
- Titre original : Wild Prairie Rose
- Réalisation : Deborah LaVine (en)
- Scénario : Sharon Greene
- Musique : Hannah Rose Dexter
- Décors : Caryn Drake
- Costumes : Betsy Berenson
- Photographie : Ki Jin Kim
- Montage : Meridith Sommers
- Production : Carol Monroe
- Production déléguée : Cliff Schulz
- Société de production : Nonetheless Productions
- Société de distribution : n/a
- Pays de production :  États-Unis
- Langues originales : anglais, langue des signes américaine
- Format : couleur
- Genre : drame
- Durée : 90 minutes
- Dates de sortie :
  - États-Unis : 4 mai 2016 (Bentonville Film Festival)[1] ; 4 juillet 2020 (Prime Video)[2]

## Distribution
- Tara Samuel : Rose Miller
- Troy Kotsur : James Hansen
- Suanne Spoke : Pearl Miller
- Betsy Berenson : Florence
- Maya Brattkus : Anna Comstock
- Deanne Bray : l'employée de la cafétéria
- Courtney Jones : Macy Comstock
- Donne McRae : Mme Roebuck
- Montana Murphy : l'étudiante
- Trystan Olbertson : Gene
- Amy Schulz : Mme Albert Clearing
- Cliff Schulz : Vernon Henkle
- Samuel Schulz : Dale
- Christine Wood : la professeure de la classe spécialisée

## Production
La réalisatrice Deborah LaVine a eu cette idée de ce film, en tournant un court métrage à Beresford (Dakota du Sud), en 2010, et a proposé à l'acteur Troy Kotsur d'interpréter le rôle principal, le personnage sourd pour la première fois dans sa propre langue maternelle, c'est-à-dire en langue des signes américaine. Ces deux derniers ont déjà travaillé ensemble pour la pièce Un tramway nommé Désir (A Streetcar Named Desire) au Deaf West Theatre.
Le tournage a lieu en 2013, à Beresford, petite ville située en milieu rural dans le Dakota du Sud,.

## Accueil
Le film est présenté en avant-première mondiale, le 4 mai 2016, au Festival du film de Bentonville (en). Il est, à partir du 4 juillet 2020, en vidéo à la demande sur Prime Video, Tubi et Roku.

## Distinctions

### Récompense
- Heartland International Film Festival 2016 (en) : prix Jimmy Stewart pour Deborah LaVine

### Nomination
- Heartland International Film Festival 2016 (en) : Grand Prix du meilleur film dramatique pour Deborah LaVine